# Fryslân bop
Fryslân bop is een lied van de Nederlandse artiest Joost in samenwerking met de Zuid-Afrikaanse zanger Jack Parow. Het stond in 2022 als achtste track op het album Fryslân van Joost.

## Achtergrond
Fryslân bop is geschreven door Bart Wijtman, Jack Parow, Joost Klein en Teun de Kruif en geproduceerd door Tantu Beats. Het is een nummer dat past in de genres pop rap en alternatieve hiphop. In het lied rappen en zingen de artiesten over de jeugd van Joost in Friesland. Het nummer werd niet als single uitgebracht, maar ging wel viraal op mediaplatform TikTok. Hierdoor werd het meermaals beluisterd en werd het een bescheiden hit in Nederland.

## Hitnoteringen
Ondanks dat het niet als single was uitgebracht, hadden de artiesten bescheiden succes met het lied in Nederland. Het kwam tot de zestigste plaats van de Single Top 100 in de drie weken dat het in deze hitlijst te vinden was. De Top 40 en haar Tipparade werden niet bereikt.